# Serratura a combinazione
Una serratura a combinazione è una serratura che può essere aperta attraverso una combinazione, cioè una sequenza di simboli (che sono generalmente cifre o numeri, ma anche lettere dell'alfabeto o altri simboli).
Tale sequenza può essere inserita ad esempio ruotando delle ruote dove sono impressi i simboli oppure attraverso un tastierino elettronico o meccanico. Le serrature a combinazione hanno molteplici applicazioni, che includono la chiusura di casseforti, valigie e armadietti.

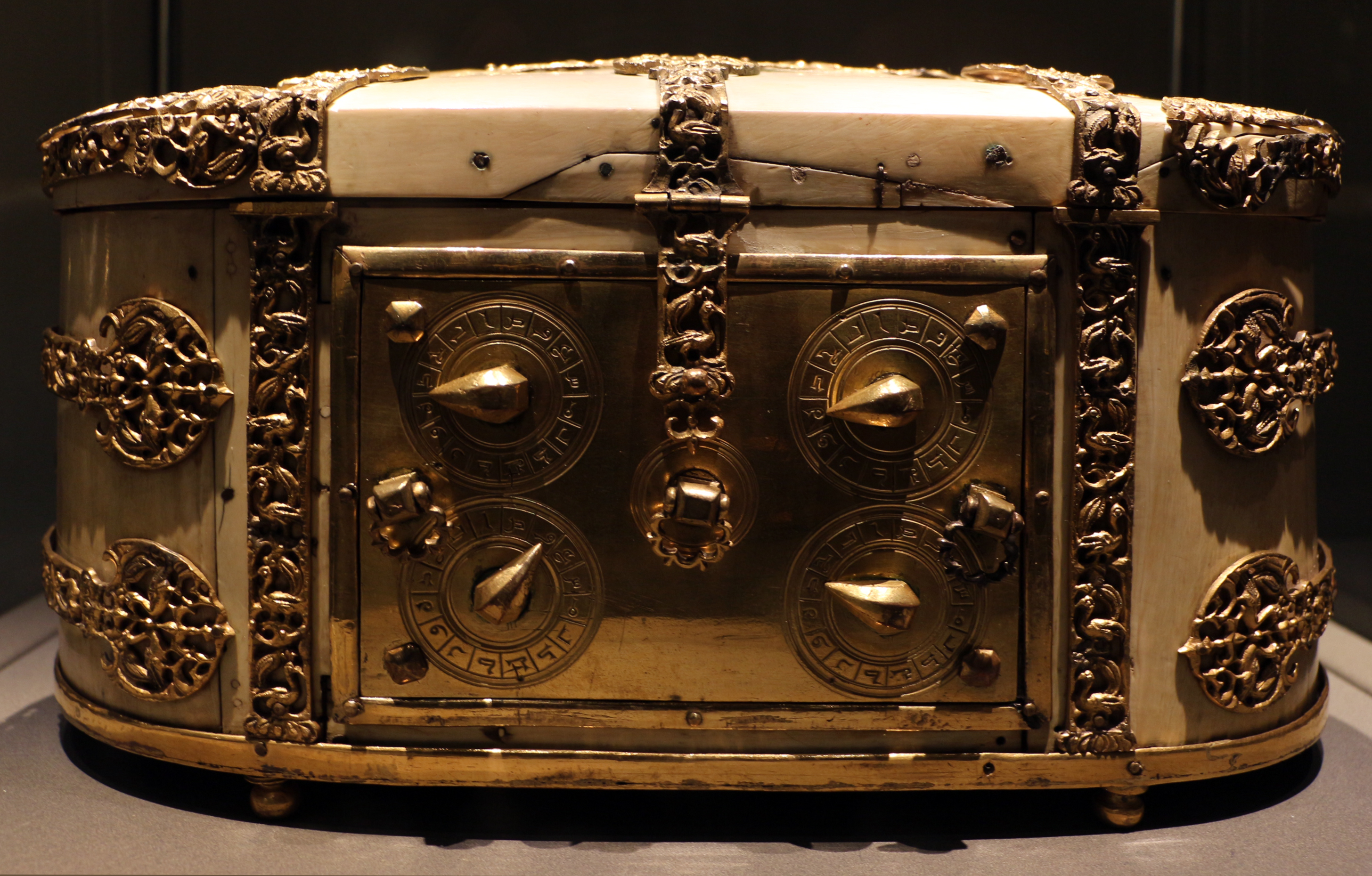
Cofanetto con serratura a combinazione del XIII secolo
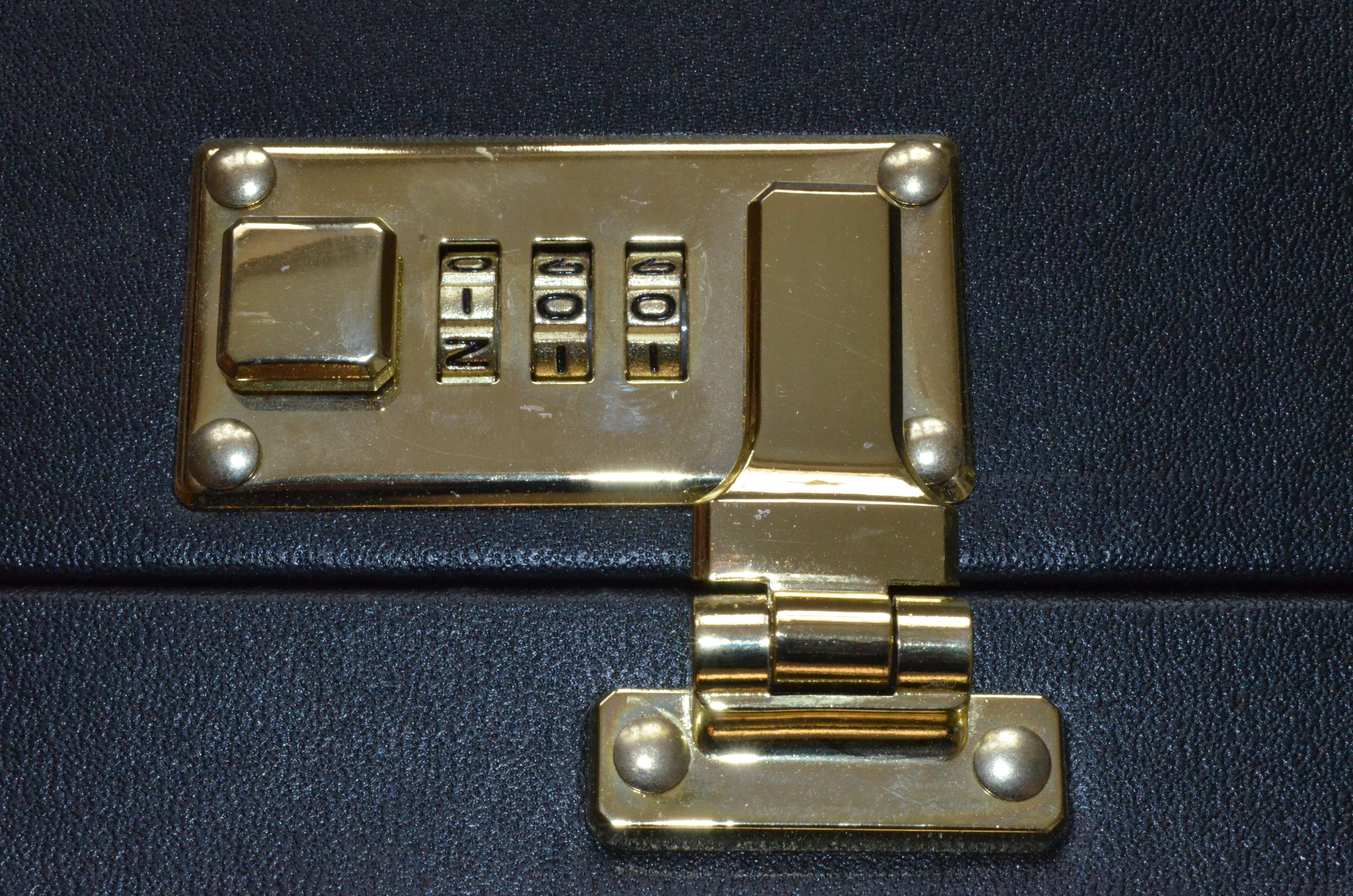
Serratura a combinazione meccanica in una valigia
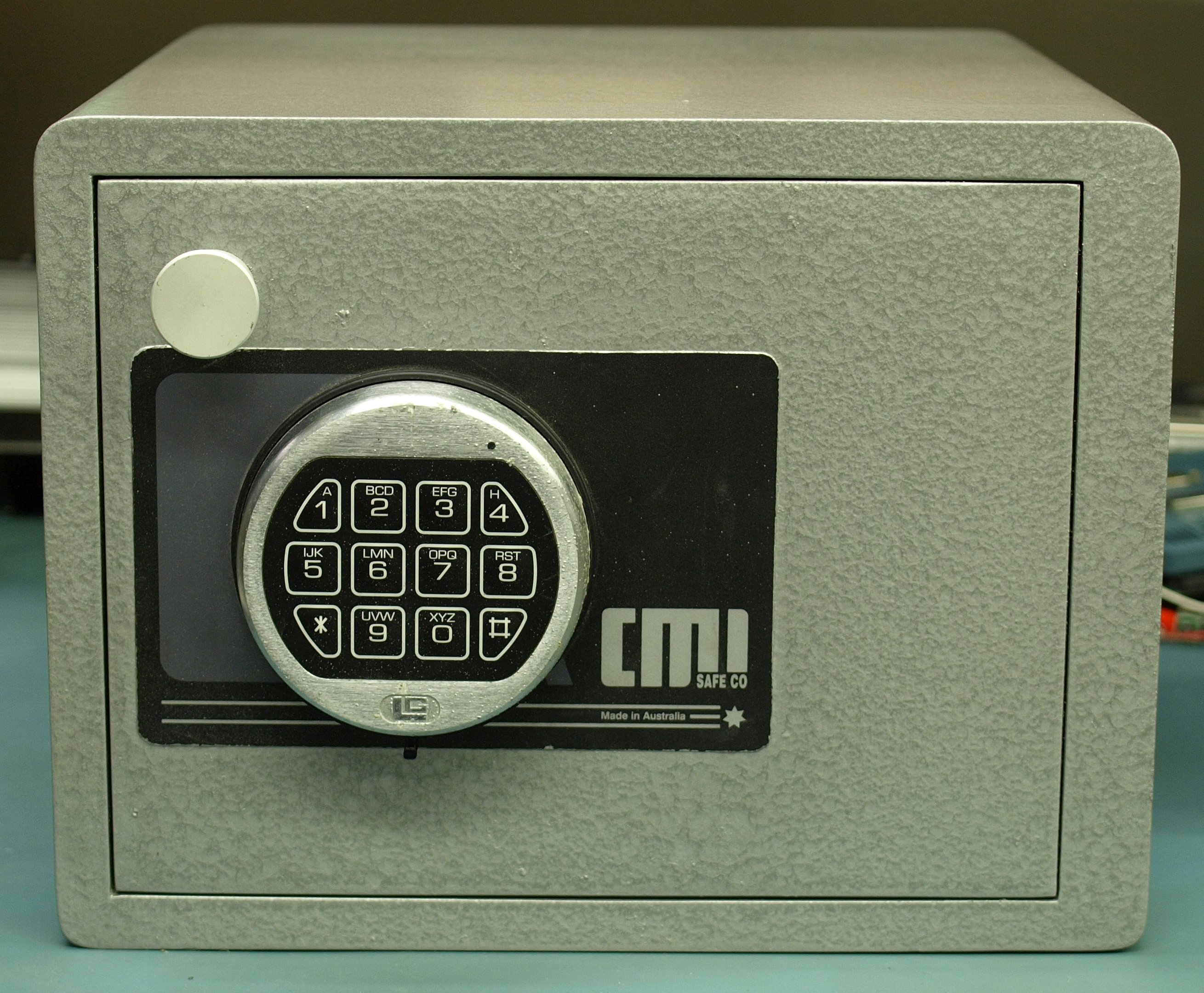
Serratura a combinazione elettronica in una cassaforte
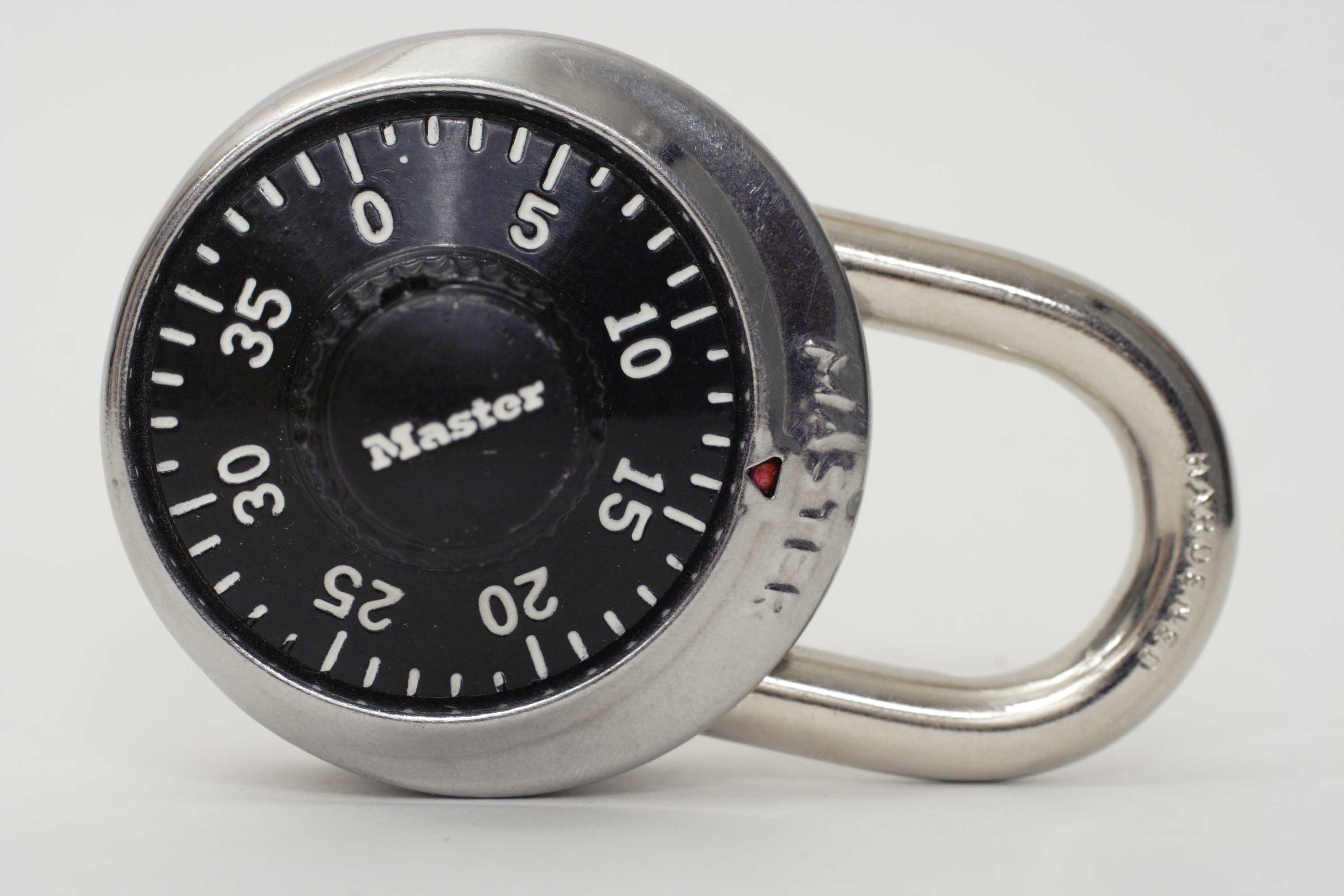
Lucchetto con serratura a combinazione numerica
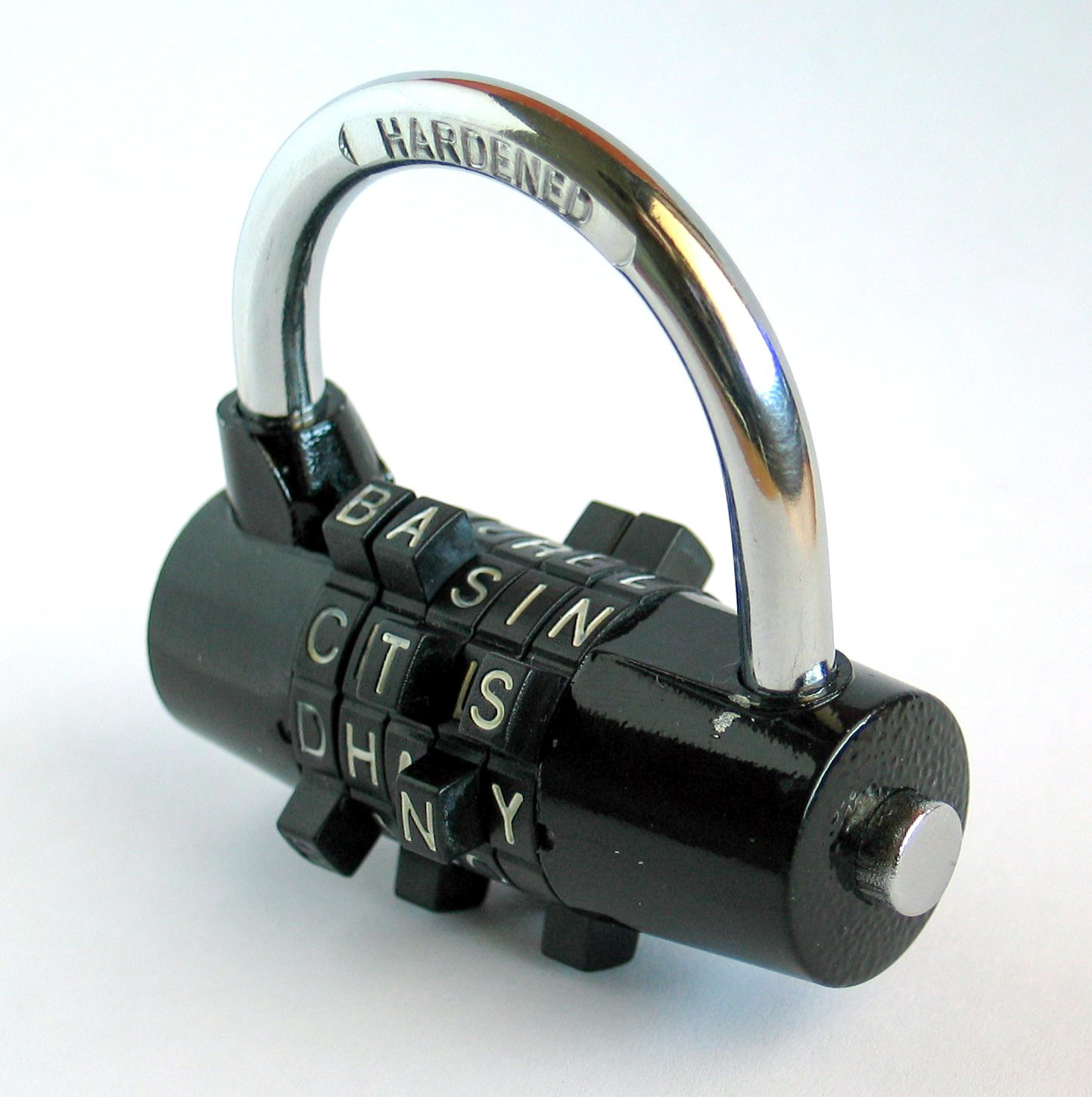
Serratura a combinazione meccanica a lettere
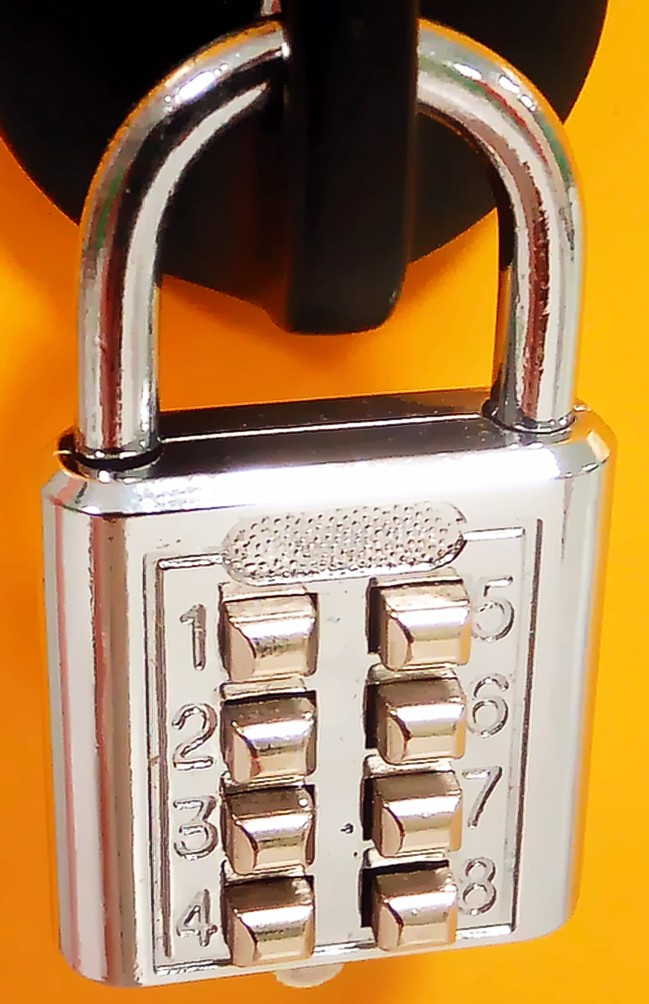
Lucchetto con sistema a combinazione a pulsanti meccanici